# ریتولد
ریتولد (به هلندی: Rietveld) یک منطقهٔ مسکونی در هلند است که در ووردن واقع شده‌است. ریتولد ۳۱۰ نفر جمعیت دارد.